# Liste der denkmalgeschützten Objekte in Hüttau
Die Liste der denkmalgeschützten Objekte in Hüttau enthält die denkmalgeschützten, unbeweglichen Objekte der Gemeinde Hüttau.

## Denkmäler
| Foto |                 | Denkmal                                                         | Standort                         | Beschreibung | Metadaten |
| ---- | --------------- | --------------------------------------------------------------- | -------------------------------- | --- | --- |
| ja   | Datei hochladen | Römische Meilensteine HERIS-ID: 27577 Objekt-ID: 24104          | bei Hüttau 2 Standort KG: Hüttau | Der Fundplatz der drei römischen Meilensteine war das Urbisgut in Hüttau. Die Meilensteine stammen aus dem Jahre 201. Sie sind an der Volksschule Hüttau ausgestellt. | BDA-Hist.: Q37912236 Status: § 2a Stand der BDA-Liste: 2025-06-30 Name: Römische Meilensteine GstNr.: .6 Meilensteine Hüttau         |
| ja   | Datei hochladen | Gasthof zur Post HERIS-ID: 27588 Objekt-ID: 24115               | Hüttau 29 Standort KG: Hüttau    | Gewerkenhaus von 1594, historistisch überarbeitet. Heute Gemeindeamt, Museum und Gasthof zur Post                                                                     | BDA-Hist.: Q37912294 Status: § 2a Stand der BDA-Liste: 2025-06-30 Name: Gasthof zur Post GstNr.: .13/1 Gewerkenhaus Hüttau           |
| ja   | Datei hochladen | Kath. Pfarrkirche hl. Leonhard HERIS-ID: 27570 Objekt-ID: 24097 | Standort KG: Hüttau              | Die gotische Pfarrkirche hl. Leonhard wurde von 1472 bis 1492 als dreischiffige dreijochige Kirche mit bemerkenswerten Sternrippengewölben erbaut.                    | BDA-Hist.: Q16855650 Status: § 2a Stand der BDA-Liste: 2025-06-30 Name: Kath. Pfarrkirche hl. Leonhard GstNr.: .1 Pfarrkirche Hüttau |